# Vancouver
Vancouver este cel mai mare oraș din provincia Columbia Britanică în Canada, fără însă a fi capitala provinciei, care este Victoria.
Vancouver este centrul regiunii metropolitane omonime, care mai conține orașele Surrey, Burnaby, Richmond, New Westminster, Delta, Nord Vancouver, West Vancouver, Coquitlam, Port Coquitlam, localitațile Anmore, Belcara, Langley, Lions Bay, White Rock și regiunile Langley, Maple Ridge, Pitt Meadows, Bowen Island.
Vancouver a fost gazda Jocurilor Olimpice de iarnă din 2010.
Vancouver a fost desemnat de mai multe ori ca orașul cu cel mai bun nivel de trai din lume și unul dintre cele mai curate orașe din lume.

## Demografie
Începând cu anul 1980 numărul imigranților a crescut semnificativ.
Pentru 52% din locuitorii orașului Vancouver engleza nu este prima limbă vorbită, acesta fiind un oraș cu o mare diversitate etnică și lingvistică.
Aproape 30% din locuitorii orașului sunt chinezi.

## Personalități născute aici
- Dan George (1899 - 1981), căpetenie⁠(d) amerindiană;
- Linwood Boomer⁠(d) (n. 1955), actor, producător TV;
- Glenn Chris Anderson (n. 1960), hocheist;
- Deborah Kara Unger (n. 1966), actriță;
- Gil Bellows (n. 1967), actor;
- Daniel Patrick Adair (n. 1975), muzician;
- Hayden Christensen (n. 1981), actor;
- Ashleigh Ball (n. 1983), actriță;
- Jean-Luc Bilodeau (n. 1990), actor;
- Alexander Leon Gumuchian (n. 1995), rapper (cunoscut ca bbno$).

## Legături externe

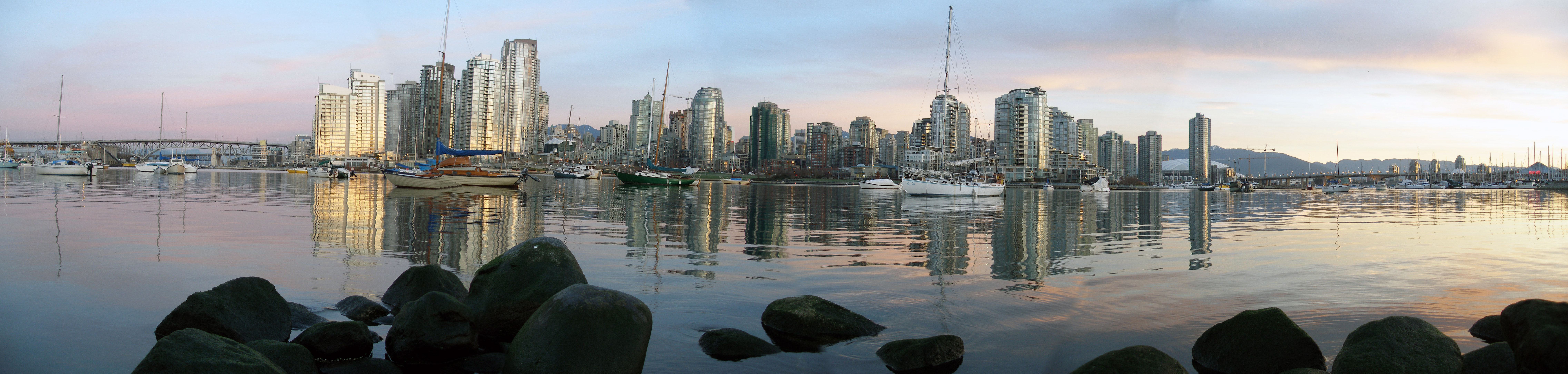
Vedere spre port